# Plesetsk
Plesetsk (ryska Плесецк) är en ort i länet Archangelsk oblast i Ryssland. Den ligger 180 kilometer söder om Archangelsk. Folkmängden uppgår till cirka 10 000 invånare.
I närheten finns kosmodromen i Plesetsk från vilken flera svenska satelliter skjutits upp.